# 병신과 머저리
《병신과 머저리》(病身과 머저리)는 이청준의 단편소설이다.
1966년 《창작과 비평》에 발표되었다. 한국전쟁을 전쟁터에서 겪은 형과 그보다 어린 세대에 속하는 아우의 각기 다른 고민을 대조시키며 그려낸 이 작품은 두 사람의 체험이 아무 상관없이 병치된 두 개의 이야기가 아니라 서술상 여러 소도구의 현명한 활용을 통해 서로 얽혀 내용을 더하면서 한 개의 이야기로 형성되고 있다. 그 결과 형의 체험 그 자체보다 흥미롭게 읽히고 설화자인 아우의 체험의 일부를 이루며 아우의 자기 이해에 이바지하게 된다. 이 작품은 이청준의 작품세계를 잘 나타내준 단편으로 평가되고 있으며 작자는 이 작품으로 1967년 동인문학상을 수상했다.

## 참고 문헌
- 이 문서에는 다음커뮤니케이션(현 카카오)에서 GFDL 또는 CC-SA 라이선스로 배포한 글로벌 세계대백과사전의 내용을 기초로 작성된 글이 포함되어 있습니다.